# MTV ao Vivo: Caetano Veloso - Zii e Zie
MTV ao Vivo: Zii e Zie é um álbum ao vivo do cantor e compositor brasileiro Caetano Veloso, lançado em 22 de fevereiro de 2011 pela Universal Music em uma parceria com o canal MTV Brasil. O show de gravação ocorreu no Vivo na cidade do Rio de Janeiro nos dias 7 e 8 de outubro de 2010.
O show é dirigido por Hélio Eichbauer e Fernando Young Brasileiro e possui produção musical de Moreno Veloso e co-produção de Zeca Veloso. Caetano revelou que a gravação do DVD deste projeto se deu a pedido do filho Zeca Veloso, depois do mesmo ter acompanhado a parte final da turnê do álbum Zii e Zie na Europa.
Em 2011 álbum foi indicado ao Grammy Latino na categoria Melhor Álbum de Rock Brasileiro, e venceu a categoria.

## Lista de faixas
| N.º            | Título                 | Compositor(es)                | Duração  |  |
| 1.             | "A Voz do Morto"       | Caetano Veloso                | 5:37     |  |
| 2.             | "Sem Cais"             | Veloso Pedro Sá               | 2:56     |  |
| 3.             | "Trem das Cores"       | Veloso                        | 3:34     |  |
| 4.             | "Perdeu"               | Veloso                        | 6:20     |  |
| 5.             | "Por Quem?"            | Veloso                        | 5:34     |  |
| 6.             | "Lobão Tem Razão"      | Veloso                        | 4:09     |  |
| 7.             | "Maria Bethânia"       | Veloso                        | 4:27     |  |
| 8.             | "Irene"                | Veloso                        | 3:00     |  |
| 9.             | "Volver"               | Carlos Gardel Alfredo Le Pera | 3:21     |  |
| 10.            | "Aquele Frevo Axé"     | Veloso Cézar Mendes           | 3:07     |  |
| 11.            | "Não Identificado"     | Veloso                        | 4:46     |  |
| 12.            | "A Base de Guantánamo" | Veloso                        | 4:53     |  |
| 13.            | "Lapa"                 | Veloso                        | 4:45     |  |
| 14.            | "Água"                 | Kassin                        | 4:41     |  |
| 15.            | "A Cor Amarela"        | Veloso                        | 2:24     |  |
| 16.            | "Eu Sou Neguinha?"     | Veloso                        | 6:07     |  |
| 17.            | "Força Estranha"       | Veloso                        | 4:12     |  |
| Duração total: | Duração total:         | Duração total:                | 01:13:53 |  |

#### Citações
- "A Voz do Morto" contém citações de "Cole na Corda" composta por Fagner Ferreira, Wostinho Nascimento, Uédson Péricles e Márcio Victor. "Viola" composta por Eddye, Franco Daniele e Neto de Lins. "Kuduro" composta por Sinho Maia, Franco Daniele, Ivan Brasil, Neto de Lins e Edeity.
- "Maria Bethânia" contém citação de "Baião" composta por Luiz Gonzaga e Humberto Teixeira.